# Pangea (album)
Pangea – piąty album studyjny węgierskiego zespołu P. Box, nagrany i wydany w 2005 roku. Wydawcą albumu, udostępnionego na MC i CD, została wytwórnia Hammer Records.

## Lista utworów
1. "Veled múljon el" (4:17)
2. "Csak az ég" (4:27)
3. "Pangea" (5:28)
4. "Ezer év" (4:14)
5. "Láss az én szememmel!" (3:56)
6. "R&R az égig" (3:49)
7. "Szél" (4:36)
8. "Bolond" (4:47)
9. "Másik srác" (4:59)
10. "Dőljön le a fal!" (5:01)
11. "Jégkorszak" (5:21)
12. "Még egy perc" (2:49)

## Skład zespołu
- Árpád Koroknai – wokal
- József Sándor – gitara
- Tibor Ferenczi – gitara basowa
- Tamás Bodó – perkusja
- István Cserháti – instrumenty klawiszowe[3]